# Henri Cuq
Pour les articles homonymes, voir Cuq.
Henri Cuq est un homme politique français, né le 12 mars 1942 à Toulouse (Haute-Garonne) et mort le 11 juin 2010 à Paris. 
Il a été ministre délégué aux Relations avec le Parlement de 2004 à 2007 et plusieurs fois député.

## Biographie
Henri Cuq est diplômé de l'Institut d'études politiques de Toulouse (promotion 1967), de l'Institut d'études internationales et de l'Institut de criminologie de la faculté de droit de Toulouse.
De 1969 à 1972, il est commissaire de police, puis directeur des renseignements généraux en Corrèze de 1972 à 1977 et commissaire principal en 1977. Quand Jacques Chirac devient maire de Paris, il le suit et est chargé de mission auprès de celui-ci jusqu'en 1979. C'est à cette date que ce dernier le nomme chef de son cabinet, poste qu'il occupe jusqu'en 1984. Il devient directeur de la commune de Paris en 1984 et est chargé de la délégation générale à l'amélioration de la protection des Parisiens jusqu'en 1986.
En 1986, il est élu député de l'Ariège et conserve ce mandat jusqu'en 1988, date à laquelle il devient député de la 9e circonscription des Yvelines sous l'étiquette RPR. D'après Mediapart, la circonscription a été « façonnée sur mesure » par Jacques Chirac pour Henri Cuq, dont il était un des fidèles, notamment en laissant de coté Mantes-la-Jolie.
Il exerce la fonction de questeur de l'Assemblée nationale de 1995 à 2004.
Membre de l'UMP à partir de 2002, il abandonne son mandat parlementaire le 30 avril 2004 pour entrer au gouvernement comme ministre délégué aux Relations avec le Parlement. Henri Cuq est remplacé par son suppléant, Pierre Amouroux. Il est réélu député le 10 juin 2007, dès le premier tour des élections législatives.
Il est l'un des sept parlementaires de l'UMP à voter non à la réforme constitutionnelle lors du Congrès du Parlement français du 21 juillet 2008.
Henri Cuq est également le président de l'association « Avec le Président Chirac » de juin 2008 à son décès.
Il meurt le 11 juin 2010 dans le 14e arrondissement de Paris des suites d'un cancer.

## Détail des mandats et fonctions

### Fonctions ministérielles
- 31 mars 2004 - 15 mai 2007 : ministre délégué aux Relations avec le Parlement, auprès du Premier ministre (gouvernements Jean-Pierre Raffarin III puis Dominique de Villepin)

### Mandats parlementaires
- 2 avril 1986 - 14 mai 1988 : député de l'Ariège
- 23 juin 1988 - 30 avril 2004 : député de la 9e circonscription des Yvelines
- 1er juin 1995 - 30 avril 2004 : questeur de l'Assemblée nationale
- 10 juin 2007 - 11 juin 2010 : député de la 9e circonscription des Yvelines

### Mandats locaux
- 20 mars 1989 - 18 juin 1995 : membre du conseil municipal d'Aubergenville (Yvelines)
- 22 avril 1991 - 30 avril 2004 : membre du conseil général des Yvelines, élu dans le canton de Houdan
- 1er avril 1994 - 30 avril 2004 : vice-président du conseil général des Yvelines

### Autres fonctions
- Secrétaire national du RPR chargé de la sécurité de 1986 à 1997
- Délégué général du RPR chargé des PME de 1993 à 1995
- Membre du bureau politique du RPR de 1998 à 2002
- Président de la fédération RPR des Yvelines de 1998 à 2002
- Membre du bureau politique de l'UMP de 2003 à 2010

Il est de 1995 à 1996, en mission sur la situation et le devenir des foyers et des travailleurs immigrés auprès d'Éric Raoult au ministère délégué à la Ville et à l’Intégration.